# Halberstadt
Halberstadt je okresní město ve středním Německu, severně od pohoří Harz a asi 50 km jihozápadně od Magdeburgu s asi 39 000 obyvateli. Historické město bylo zčásti zničeno za druhé světové války a další část v období NDR zpustla a byla stržena. Zachovaly se však historicky i umělecky velmi významné kostely. Od roku 2010 k městu patří také známá šachová vesnice Schachdorf Ströbeck.

## Historie
Roku 804 za Karla Velikého bylo založeno halberstadtské biskupství a v 10. století také město, jemuž však začal brzy konkurovat nedaleký Magdeburg. Roku 1005 začala stavba dómu Panny Marie, roku 1179 zničil město i dóm Jindřich Lev a roku 1239 začala nová stavba dómu, dokončená až 1491. Roku 1578 se stal administrátorem biskupství Heinrich Julius, který od roku 1583 v celém biskupství zavedl luterskou reformaci, takže ho papež odmítl potvrdit, a roku 1591 vyhnal všechny Židy. Julius byl vzdělaný a uměnímilovný panovník, který však v celém biskupství horlivě pronásledoval čarodějnictví a v letech 1590 - 1620 bylo ve 114 procesech upáleno přes 50 osob, včetně 24 žen. Ačkoli byl přísný protestant, byl velkým podporovatelem alchymistů, čímž si získal důvěru císaře Rudolfa II. a roku 1600 se stal jeho rádcem. Při jednom z pobytů v Praze roku 1613 zemřel. Za třicetileté války v roce 1629 obsadil město Albrecht z Valdštejna s císařským katolickým vojskem. Za moru v letech 1681/1682 zde zemřelo přes 2 100 lidí.
Kolem roku 1750 založil dómský tajemník Johann Wilhelm Ludwig Gleim ve svém domě významné středisko německého osvícenství (dnes muzeum literatury). Roku 1843 získal Halberstadt železniční spojení, od roku 1903 zde začala jezdit elektrická tramvaj.
Roku 1938 zničili nacisté barokní synagogu, z obav před požárem ji ale nevypálili, nýbrž Židé sami ji museli rozbořit. V dubnu 1945 byla část města zničena náletem, v 80. letech 20. století byla řada historických ulic tak zpustlá, že je město strhlo a nahradilo bytovkami. Vybombardované okolí dómu bylo zastavěno až v 90. letech 20. století.

## Pamětihodnosti

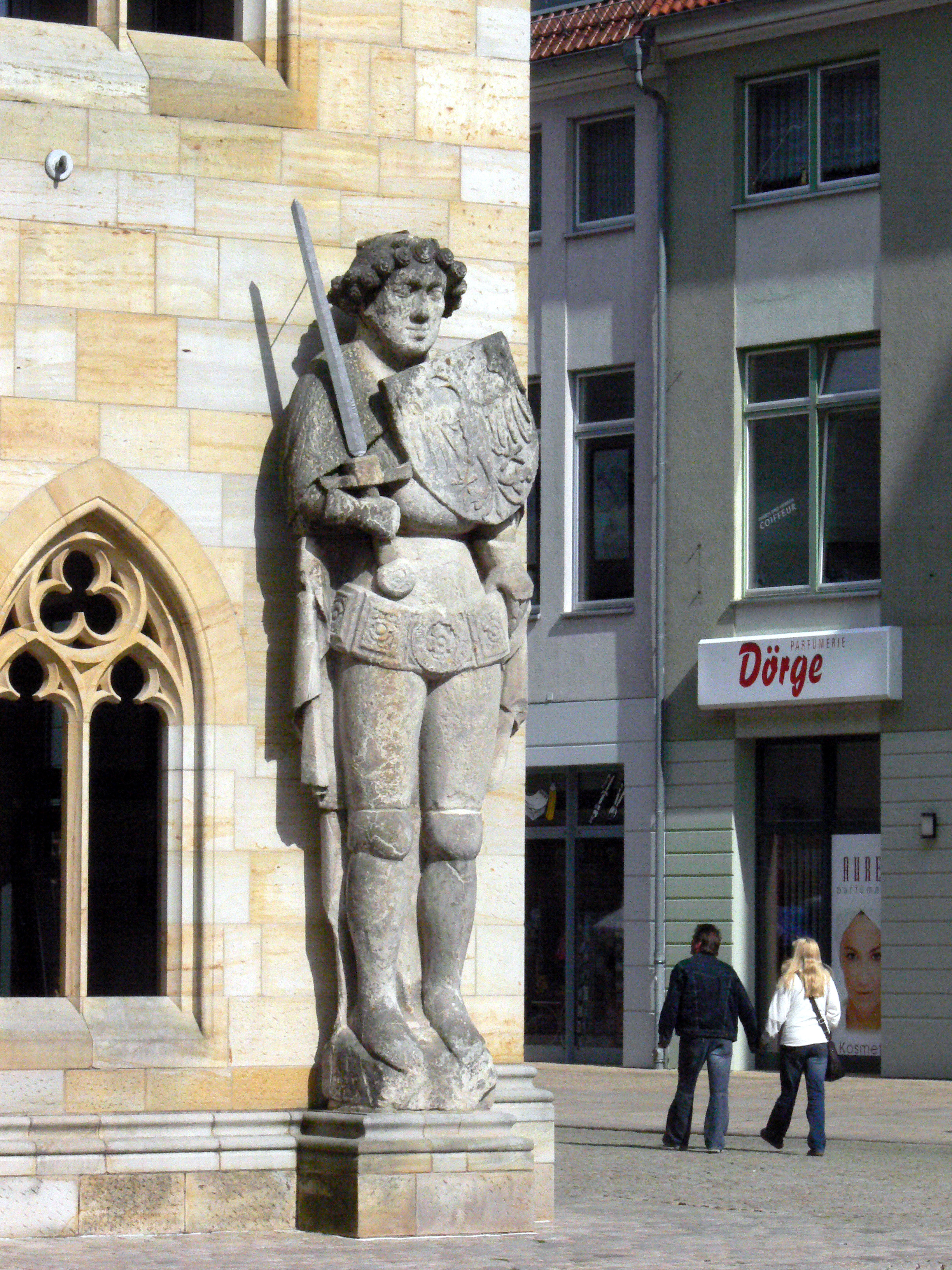
Socha Rolanda v Halberstadtu

- Dóm sv. Štěpána a sv. Sixta, trojlodní bazilika na křížovém půdorysu, se dvěma západními věžemi, je jedna z nejvýznamnějších staveb francouzské gotiky v Německu. Byl budován od roku 1239 na místě téměř stejně velké románské katedrály z roku 992, a to od západní strany. Ve 14. století byl postaven nový chór, teprve roku 1491 byla dokončena hlavní loď a dóm byl vysvěcen. Kostel vyniká bohatým vnitřním zařízením, jako je románský krucifix mezi Pannou Marií a Janem Evagelistou ve vítězném oblouku, pozdně gotická kamenná chórová přepážka, vrcholně gotické jsou sochy apoštolů a Zvěstování Panně Marii na sloupech v hlavní lodi, pozdně gotická socha svatého Erasma od sochaře Tilmana Riemenschneidera). Kapitulní sál je románského původu.

V přilehlém dómském muzeu je bohatý chrámový poklad, jedna z nejcennějších sbírek středověkých liturgických a votivních předmětů, mj. cyklus tapisérií s biblickými výjevy z doby kolem roku 1220.
- Románská trojlodní basilika Panny Marie (Liebfrauenkirche) se stavěla od roku 1005 až do poloviny 12. století, věže jsou ze 13. století. Přes různé přestavby i poškození za války je kostel obdivuhodně zachován a má jedinečné plastiky a fresky. Mezi nejcennější patří polychromovaná galerie 12 apoštolů ze 12. století.
- Gotický halový kostel sv. Martina z let 1260–1350
- Románská basilika sv. Burcharda z roku 1210 a další.
- středověká socha stojícího Rolanda ve zbroji, ochránce práv měšťanů; stojí před radnicí
- Řada historických měšťanských domů, většinou hrázděných
- Tři židovské hřbitovy

## Muzea
- Dómské muzeum – Dómský poklad (liturgické náčiní, roucha, koberce, plastiky atd.)
- Gleimhaus – jedno z nejstarších muzeí literatury v Evropě, původně dům básníka a dómského sekretáře Johanna Wilhelma Gleima, společenský salón a centrum osvícenství
- Heineanum – jedno z největších ornitologických muzeí v Německu
- Städtisches Museum – městské muzeum
- Schraube-Museum – měšťanské bydlení kolem 1900
- Berend-Lehmann-Haus – muzeum židovské kultury

## Osobnosti města
- Johann Wilhelm Ludwig Gleim (1719 – 1803), básník
- Bohumil Haase (1763 – 1824), český nakladatel, knihtiskař, kamenotiskař, knihkupec a podnikatel
- Christian Friedrich Bernhard Augustin (1771 – 1856), teolog a historik
- Jicchak Baer (1888 – 1980), německo-izraelský historik
- Helmuth Weidling (1891 – 1955), generál dělostřelectva Wehrmachtu
- Alexander Kluge (* 1932), filmový režisér, scenárista, producent, spisovatel a filozof
- Jürgen Sparwasser (* 1948), východoněmecký fotbalový útočník
- Lutz Lindemann (* 1949), východoněmecký fotbalový záložník
- Cornelia Ullrichová (* 1963), východoněmecká atletka, překážkářka

## Partnerská města
- Villars, Francie, 2003
- Banská Bystrica, Slovensko, 1998
- Náchod, Česko, 1998
- Wolfsburg, Německo, 1989[2]

## Fotogalerie

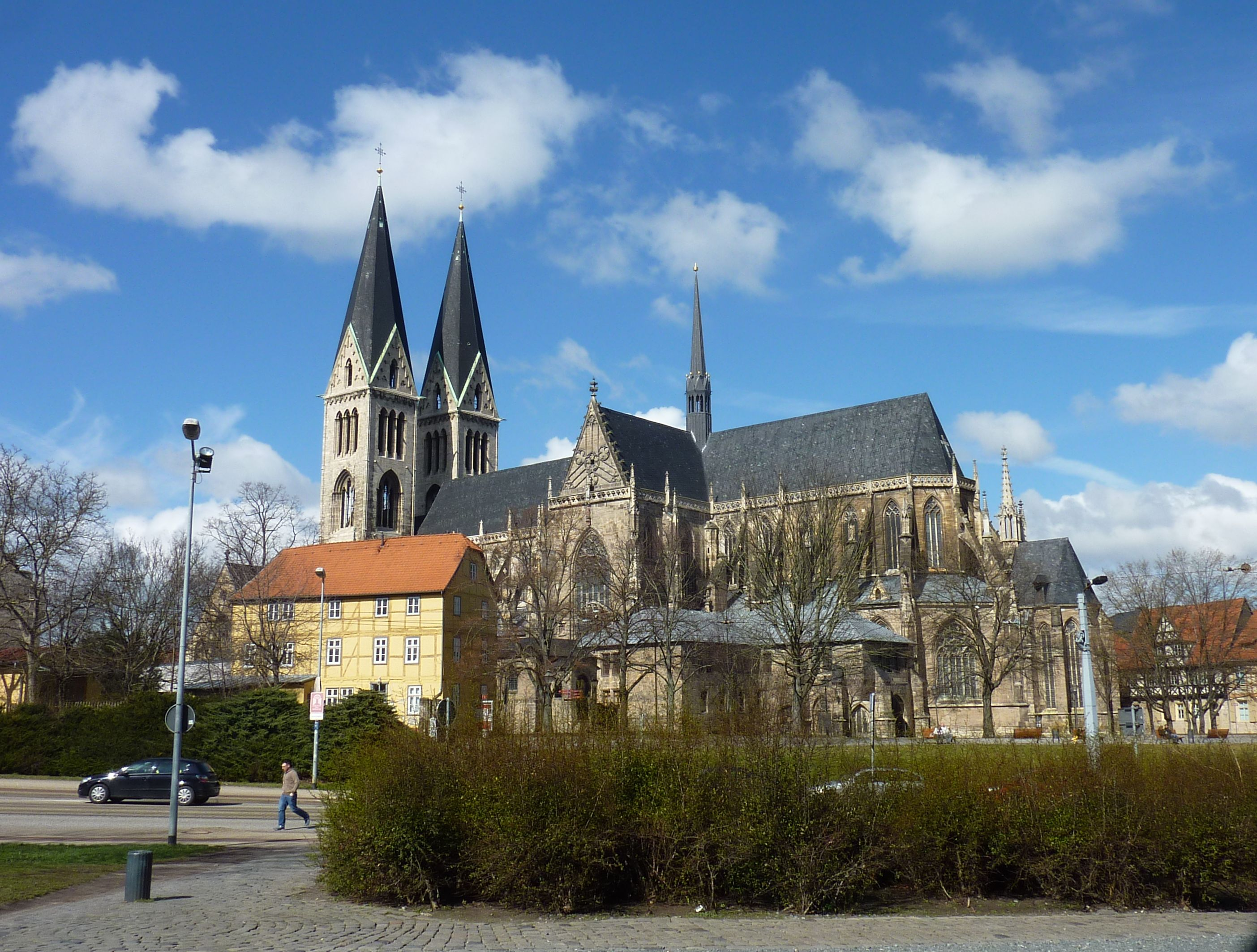
Dóm od jihovýchodu
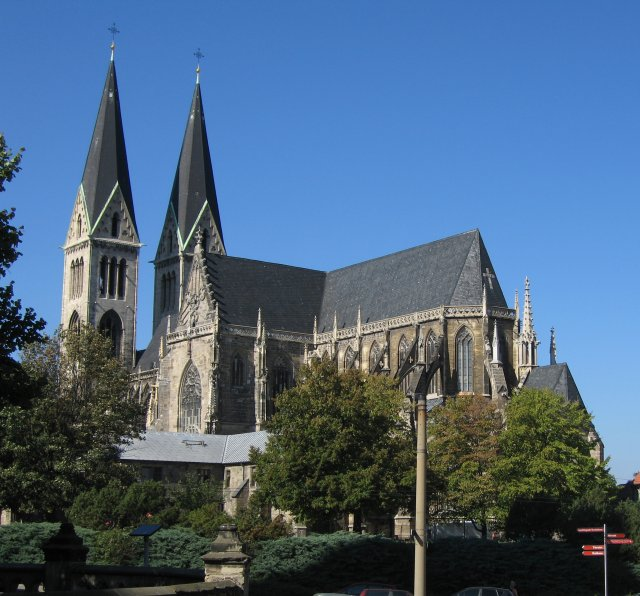
Dóm od JV
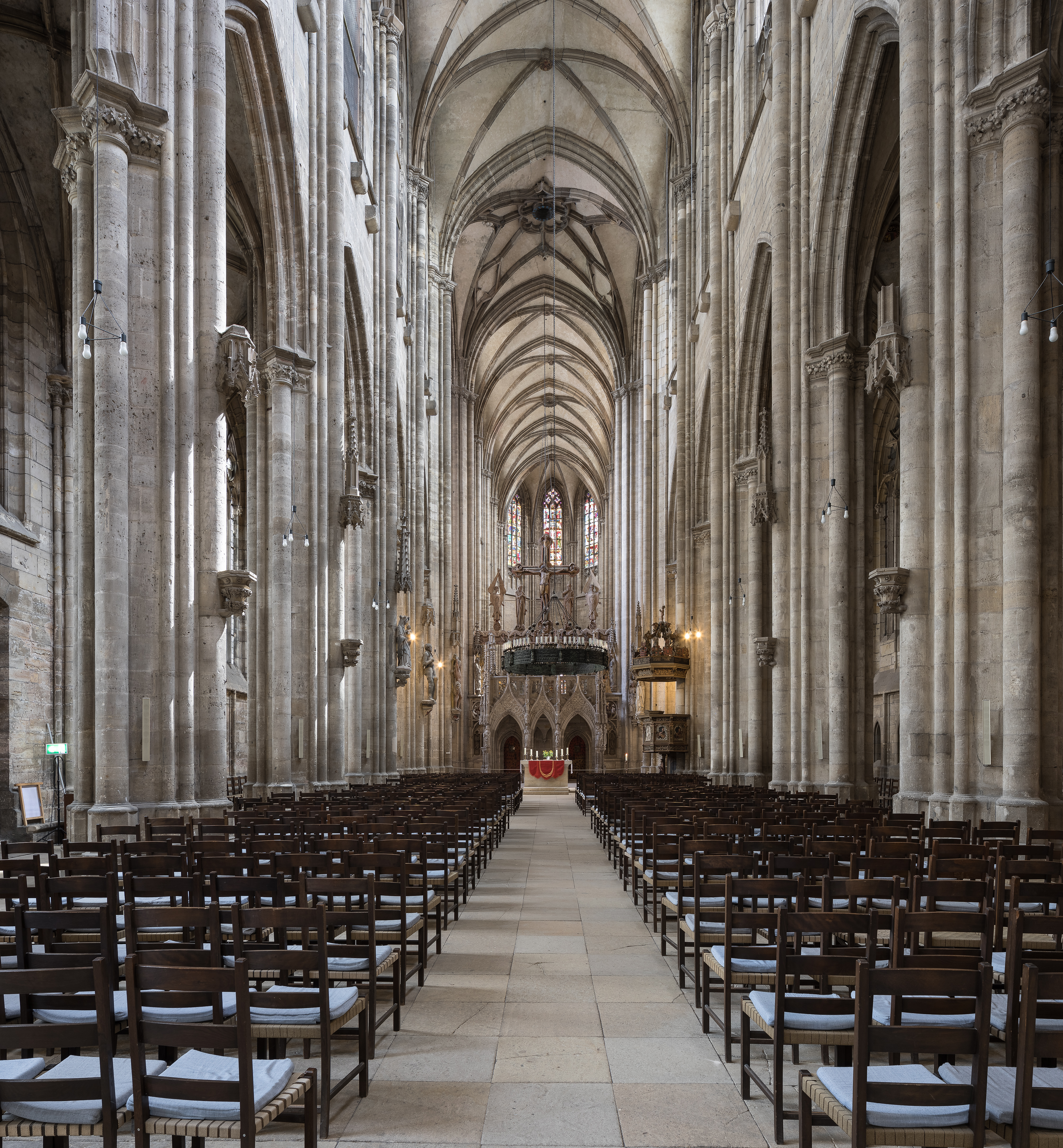
Dóm, interiér
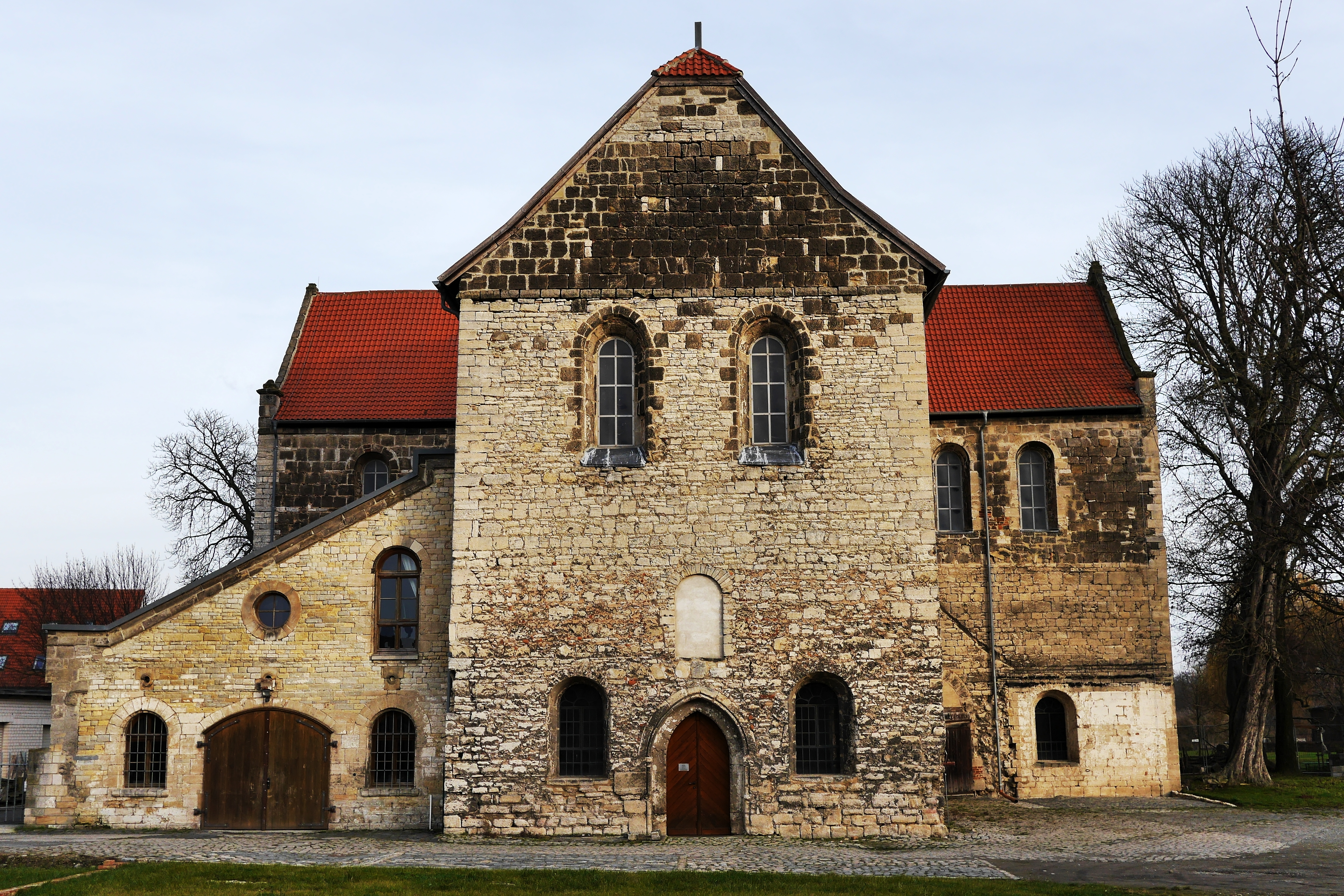
Kostel sv. Burcharda
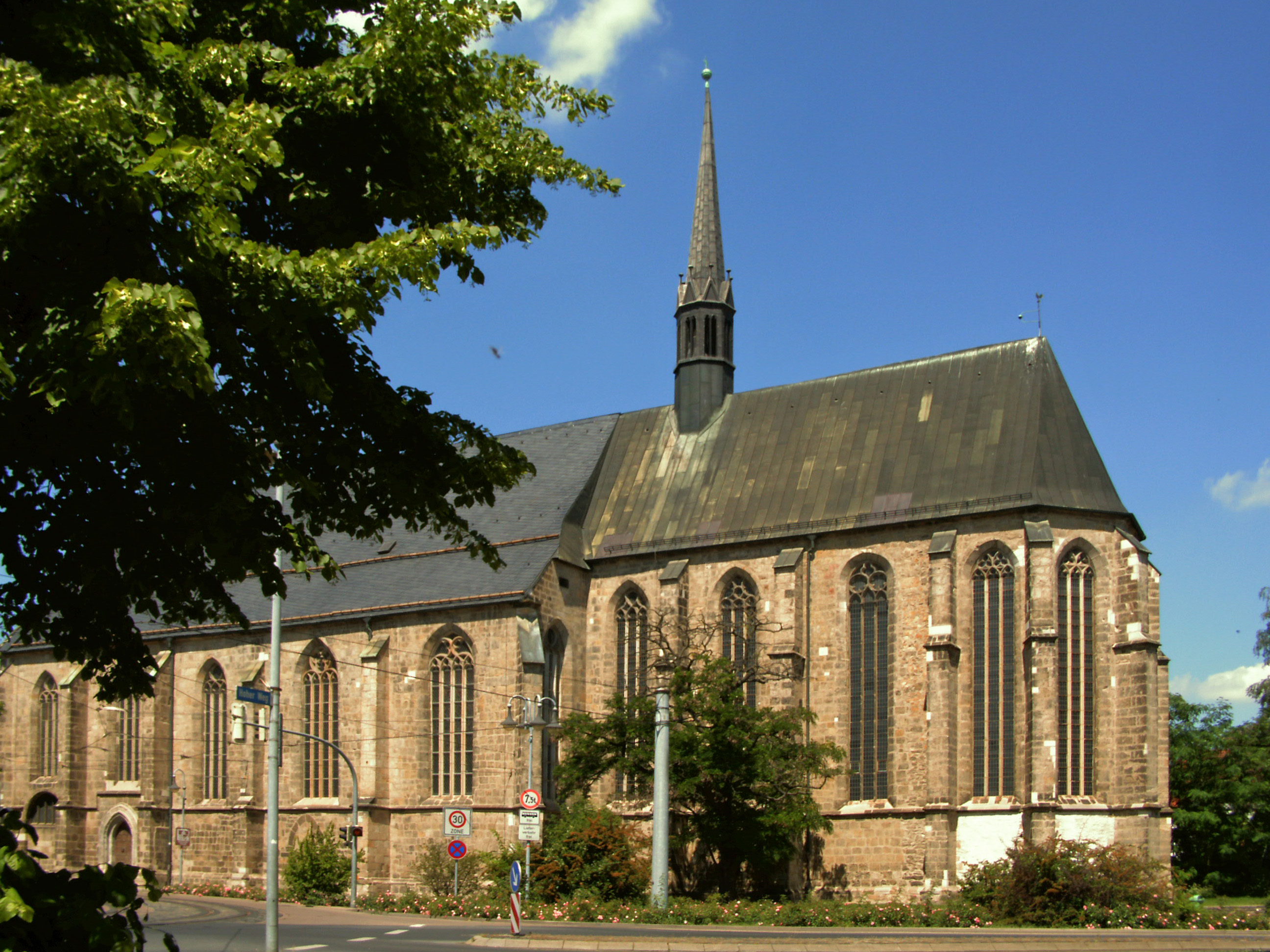
Kostel sv. Kateřiny
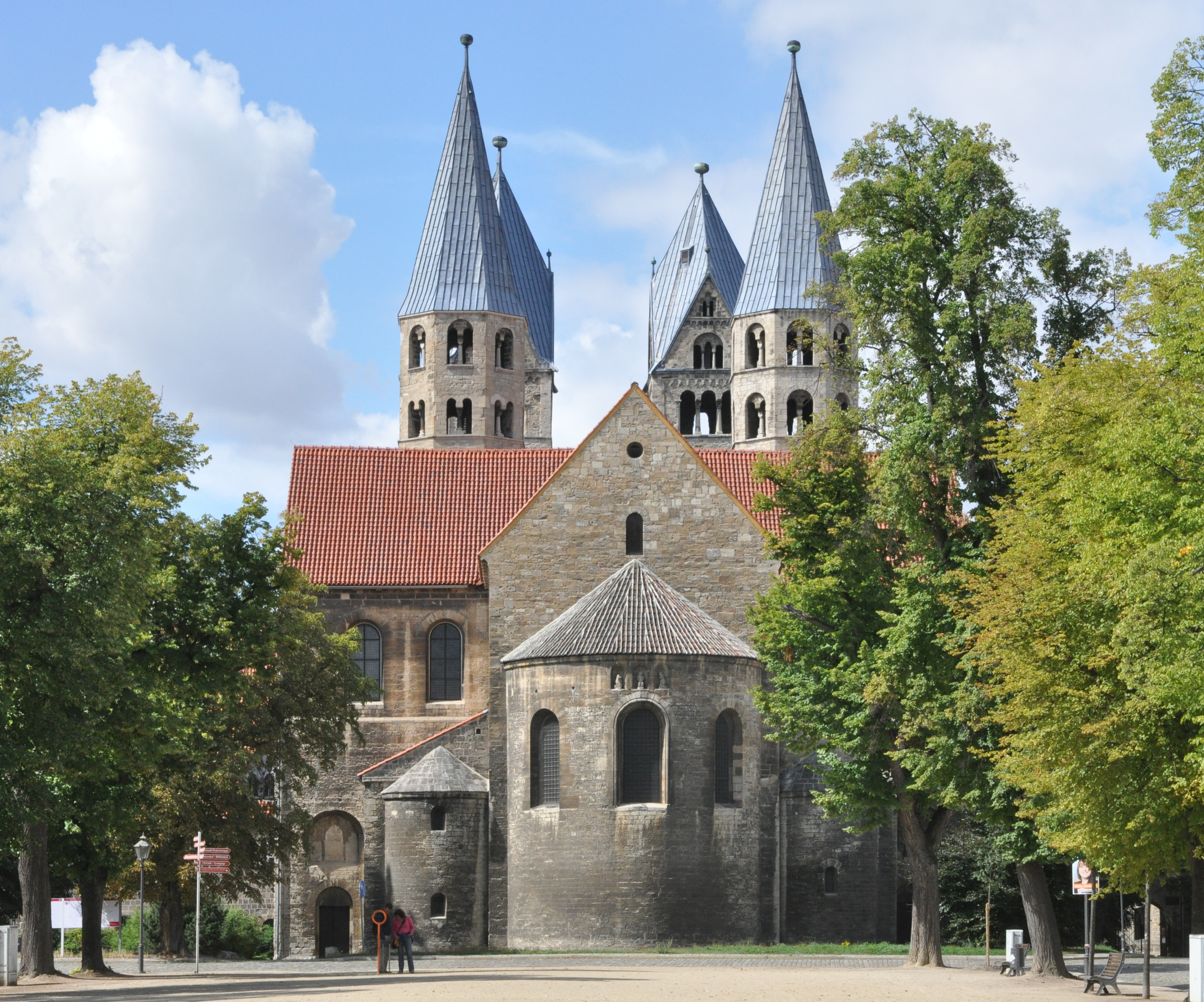
Kostel P. Marie od východu
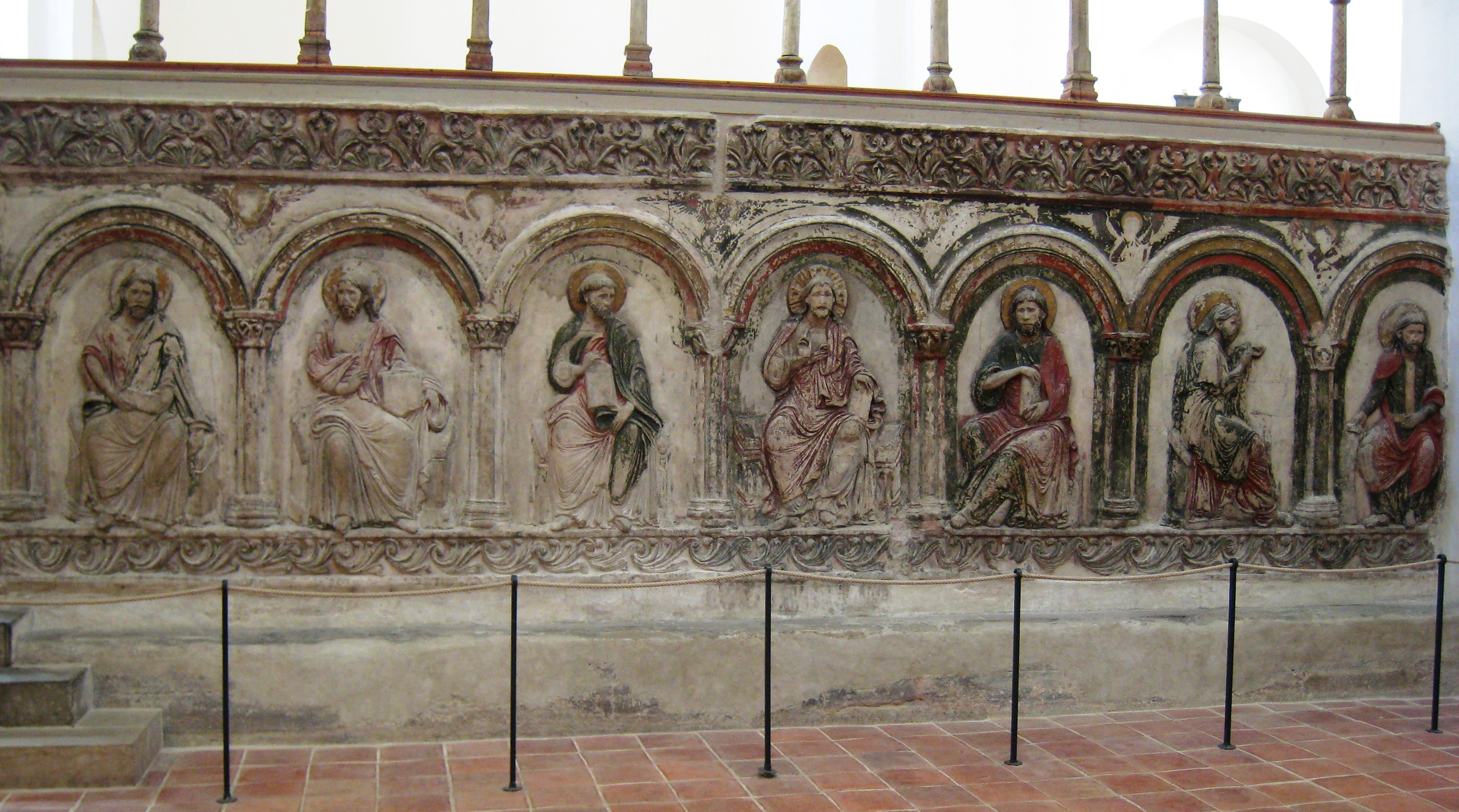
Kostel P. Marie, apoštolové
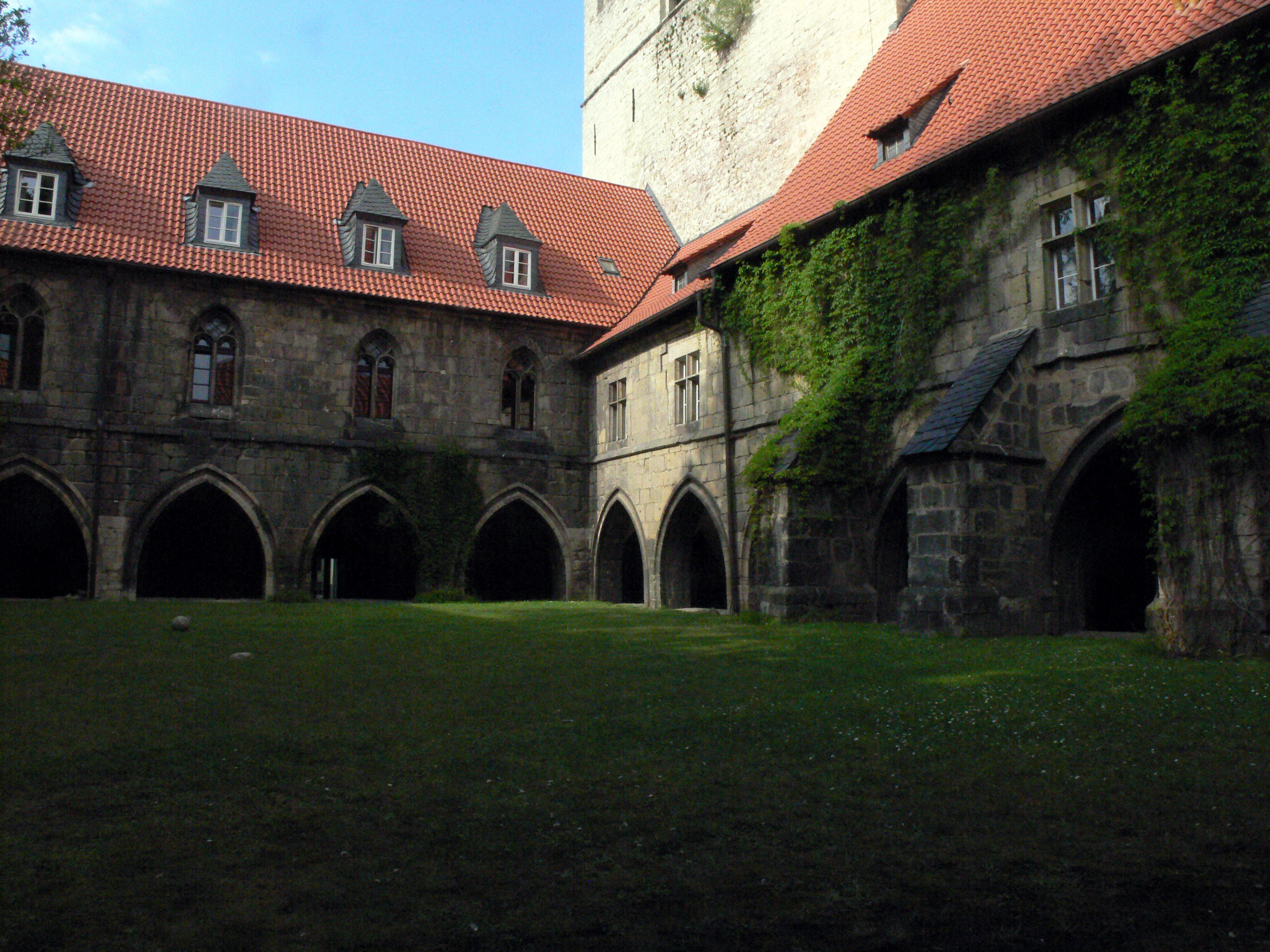
Kostel P. Marie, rajský dvůr
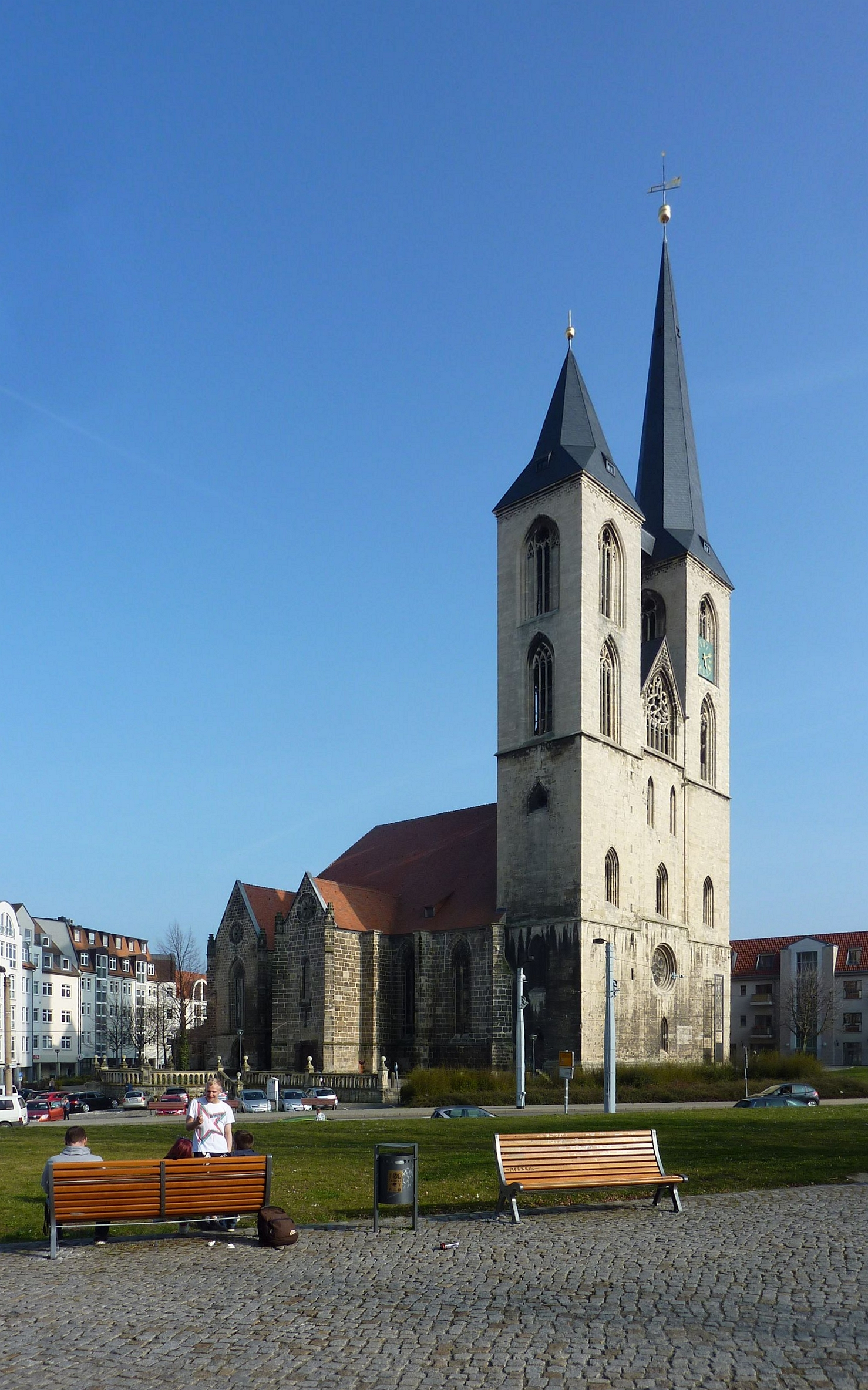
Kostel sv. Martina
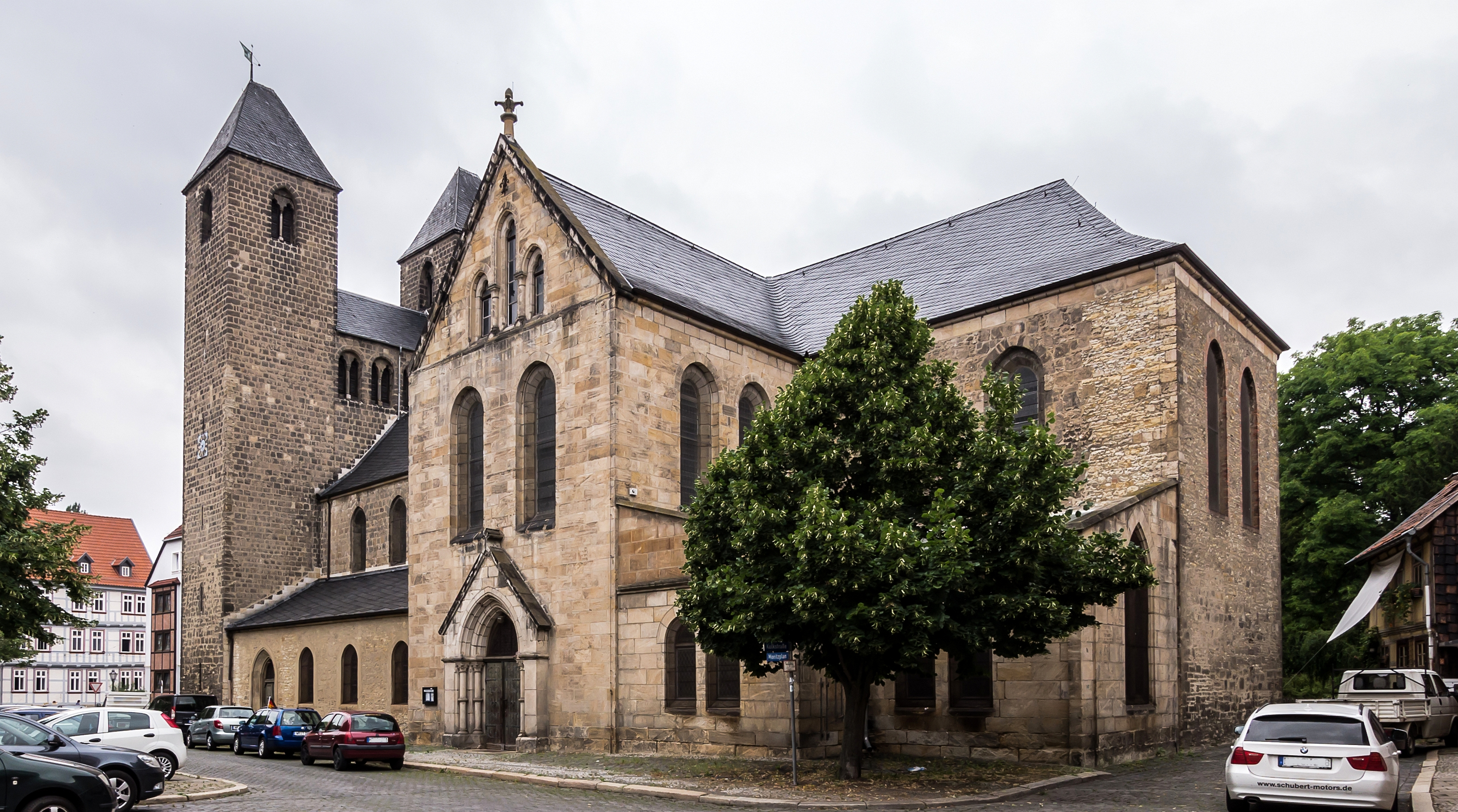
Kostel sv. Mořice
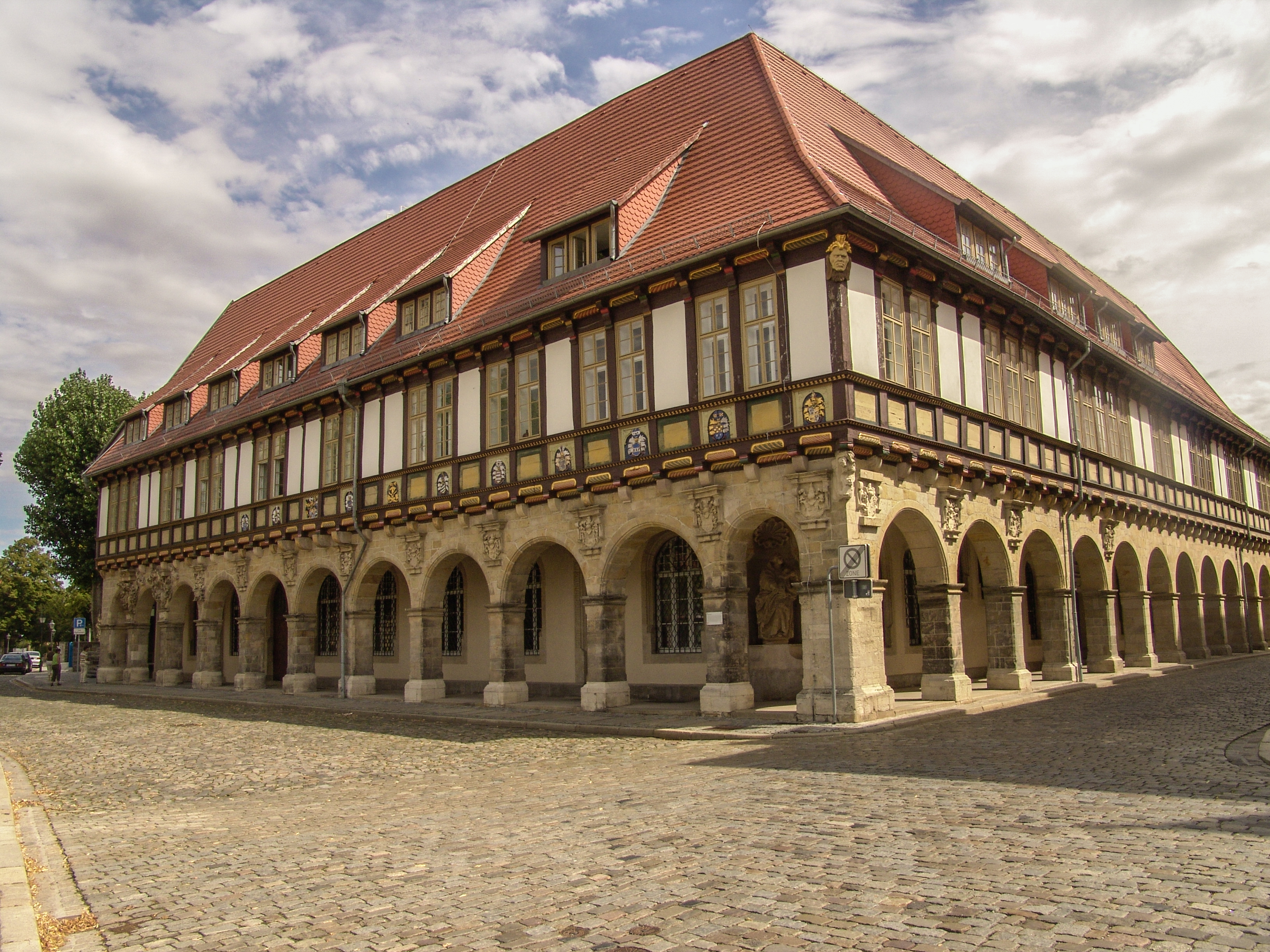
Dómské proboštství
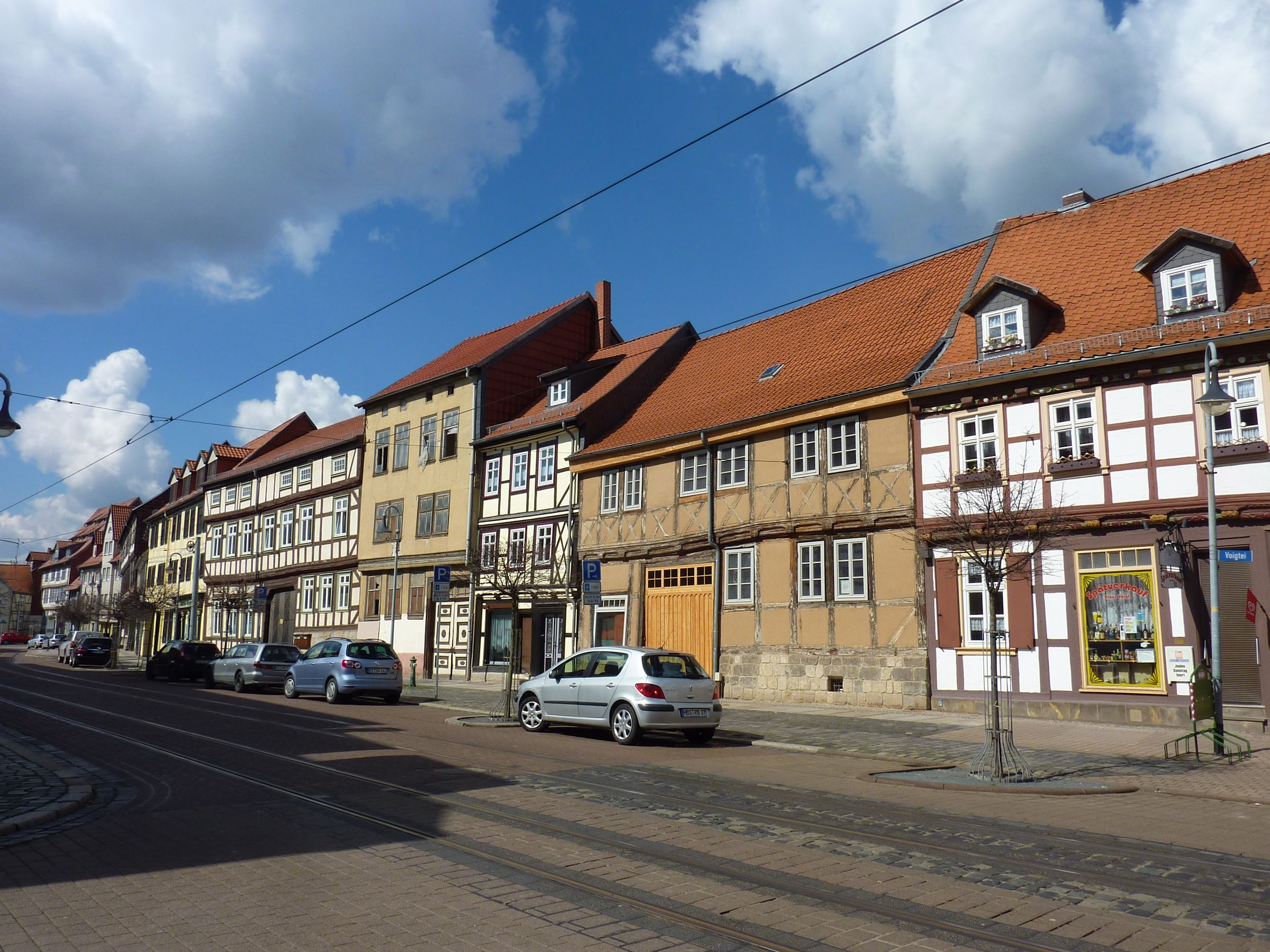
Voigtei
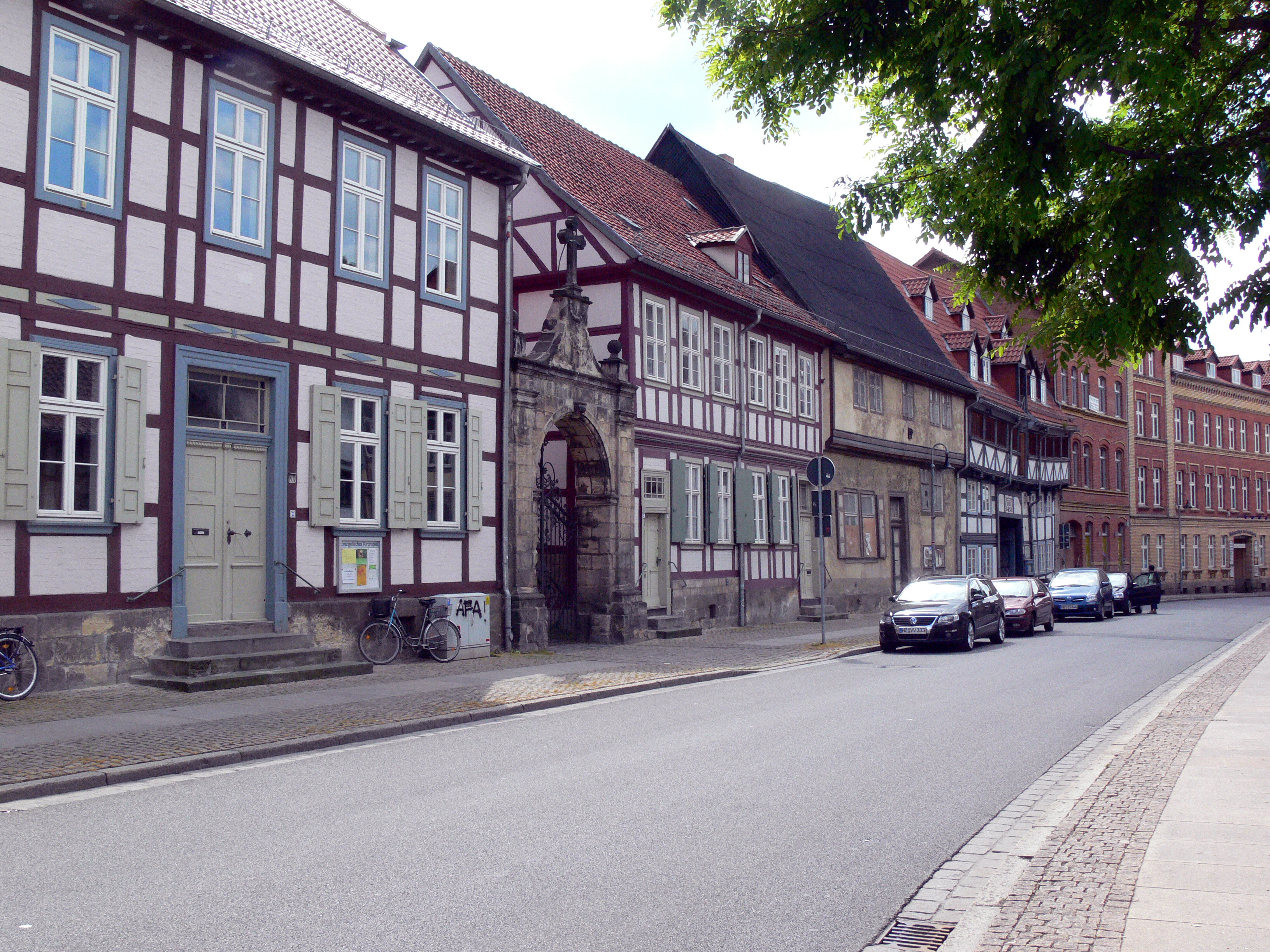
Domy Westendorf
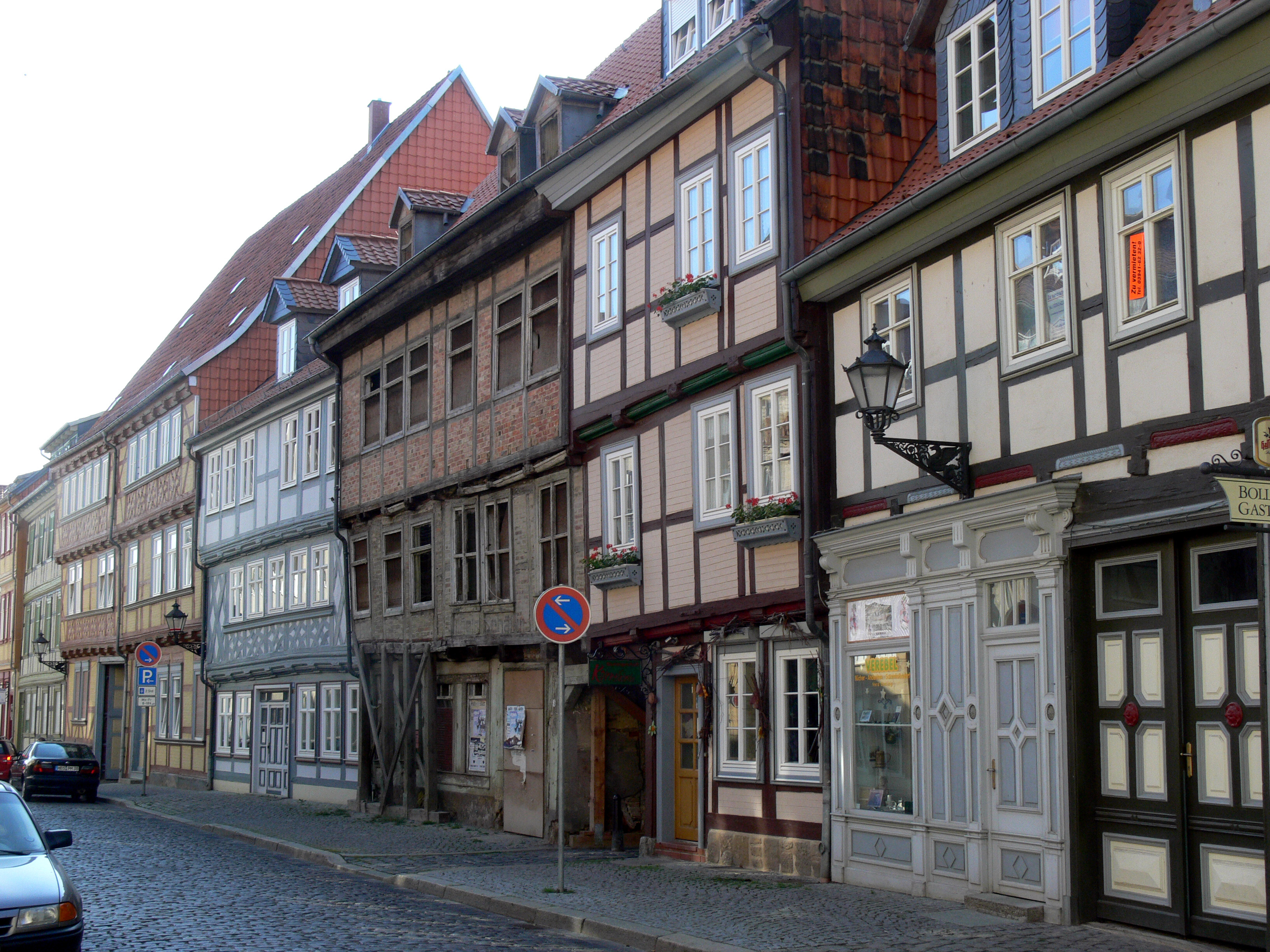
Staré město